# 1534

## Esdeveniments
Món

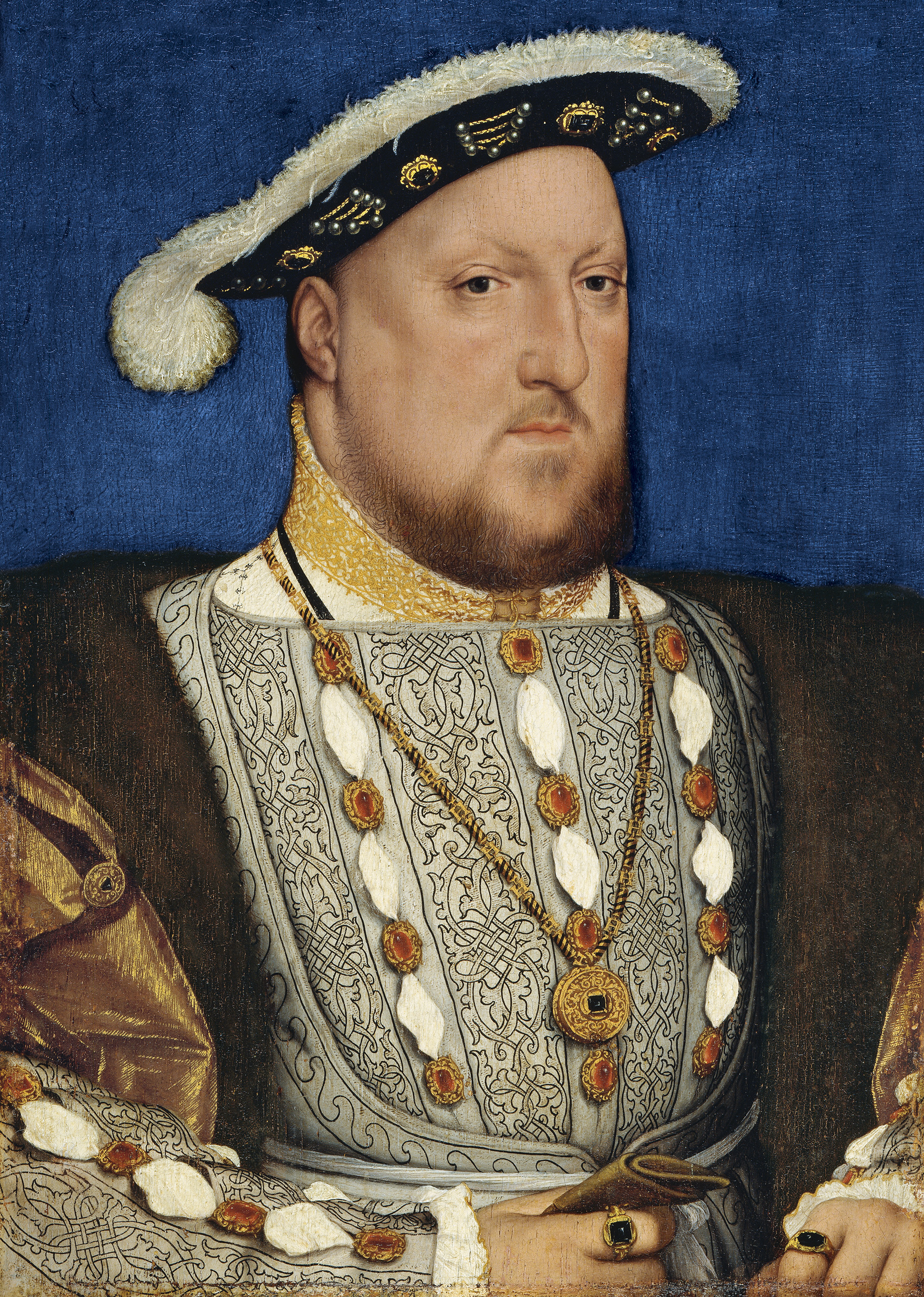
Enric VIII d'Anglaterra

- 20 de febrer: Carles I, rei de la monarquia hispànica, ordena un estudi sobre la possibilitat d'unir el mar del sud (Pacífic) amb el mar del nord (Atlàntic) per l'istme de Panamà.[1]
- 23 de març: el papa Climent VII declara excomunicat Enric VIII d'Anglaterra si persisteix a divorciar-se de Caterina d'Aragó, filla dels Reis Catòlics.[2]
- 6 de desembre - Equador: fundació de l'actual ciutat de Quito (San Francisco de Quito), per Sebastián de Benalcázar.
- Ignasi de Loiola funda els jesuïtes.
- Martí Luter tradueix el Nou Testament a l'alemany

## Naixements
- 5 de febrer: Florència. República de Florència: Giovanni Bardi o Giovanni Maria de'Bardi, militar, literat, músic impulsor de la Camerata Fiorentina[3]

- Lovaina: Marten van Valckenborch, pintor renaixentista flamenc especialitzat en la pintura de paisatge.